# Zingel

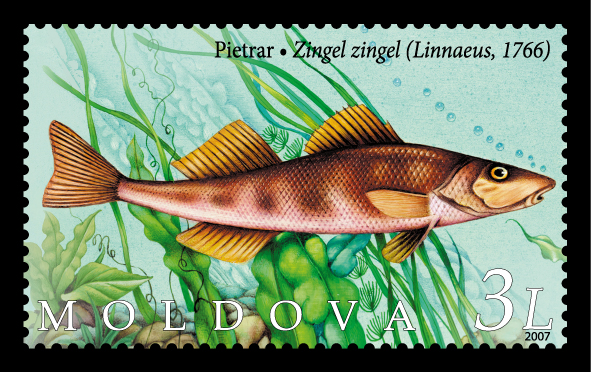
Imatge de Zingel zingel en un segell de Moldàvia

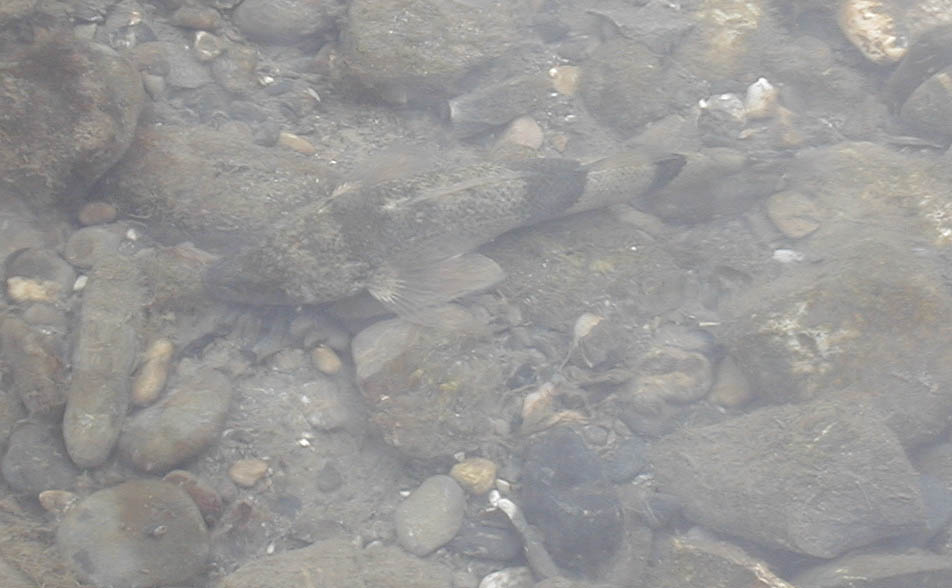
Zingel asper fotografiat a la Durança (França)

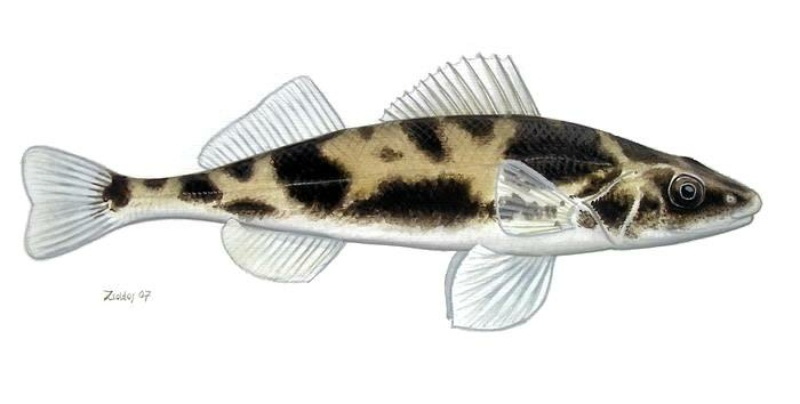
Zingel zingel

Zingel és un gènere de peixos pertanyent a la família dels pèrcids.

## Descripció
- Fan entre 12 i 48 cm de llargària total.
- Els seus cossos són allargats i esvelts.[2]

## Alimentació
Mengen principalment invertebrats aquàtics (com ara, crustacis i larves d'insectes) i, també, peixets.

## Hàbitat i distribució geogràfica
Es troben als rius i rierols d'Europa.

## Estat de conservació
Zingel asper està catalogat com en perill crític d'extinció per la Unió Internacional per a la Conservació de la Natura.

## Taxonomia
- Zingel asper (Linnaeus, 1758)[4]
- Zingel balcanicus (Karaman, 1937)[5]
- Zingel streber (Siebold, 1863)[6]
- Zingel zingel (Linnaeus, 1766)